# Сауров, Александр Николаевич
Алекса́ндр Никола́евич Сау́ров (род. 3 января 1960 года в Ульяновске) — российский учёный, специалист в области методов самосовмещенного формирования интегральных микро- и наноструктур, кремний-углеродных нанотехнологий в микроэлектронике и микросистемной технике, директор НПК «Технологический центр» МИЭТ (1989 — 2018), научный руководитель НПК «Технологический центр» (с 2019 года). Доктор технических наук (1999), профессор (2001), академик РАН (2016). Директор Института нанотехнологий микроэлектроники РАН (с 2009 года).

## Биография
В 1983 году с отличием окончил физико-технический факультет Московского института электронной техники (МИЭТ).
С 1988 по 1989 год — начальник технологического отдела МИЭТ.
С 1989 по 2018 год — директор Научно-производственного комплекса «Технологический центр» (НПК ТЦ).
С 2019 года — научный руководитель ФГБНУ «Научно-производственный комплекс «Технологический центр».
С 2009 года занимает должность директора Института нанотехнологий микроэлектроники РАН (ИНМЭ РАН).
В 1999 году защитил докторскую диссертацию «Методы самоформирования в микроэлектронике».
Член-корреспондент РАН (2008), академик РАН (2016) по Отделению нанотехнологий и информационных технологий.
Член диссертационного совета по защите диссертаций на соискание ученой степени кандидата и доктора наук при Национальном исследовательском университете «МИЭТ».
Осуществляет непосредственное руководство научно-исследовательской работой аспирантов и принимает активное участие в подготовке специалистов высшей квалификации по актуальным и перспективным направлениям развития электронной компонентной базы микро- и наноэлектроники и микросистемной техники. Под научным руководством Саурова А. Н. подготовлено и защищено 6 кандидатских и 2 докторских диссертации.

## Научная деятельность
Основные направления исследований относятся к разработке методов и конструктивно-технологических приемов самосовмещенного формирования элементов интегральных микро- и наноструктур, кремний-углеродных нанотехнологий, принципов и методов управляемого синтеза и функционализации углеродных наноструктурированных материалов, а также технологий изготовления широкого класса сенсоров и преобразователей физических величин для изделий микросистемной техники.
Является автором и соавтором более 240 научных публикаций в российских и зарубежных рецензируемых изданиях, в том числе пяти коллективных монографий, а также более 60 авторских свидетельств и патентов на изобретение.

## Организационная работа
Входит в состав бюро ОНИТ РАН, член секции «Вычислительные, локационные, телекоммуникационные системы и элементная база» ОНИТ РАН, член Научного совета ОНИТ РАН «Фундаментальные проблемы элементной базы информационно-вычислительных и управляющих систем и материалов для ее создания».
Входит в состав Совета по развитию электронной промышленности при Минпромторге России.
Член редакционной коллегии рецензируемых научных изданий «Известия высших учебных заведений. Электроника» и «Нано- и микросистемная техника».
Входит в состав президиума Высшей аттестационной комиссии при Минобрнауки России.
Член Межведомственного совета по присуждению премий Правительства Российской Федерации в области науки и техники.

## Награды и почётные звания
Награждён орденом «Знак Почёта», медалью «В память 850-летия Москвы» (1997 г.), медалью ордена «За заслуги перед Отечеством» II степени (1996), медалью ордена «За заслуги перед Отечеством» I степени (2002 г.), орденом Александра Невского (2017), орденом Дружбы (2024). 
Лауреат премий Правительства Российской Федерации в области науки и техники за 2001, 2007 и 2014 годы.
Награжден многими ведомственными наградами.